# Rob Dougan
Rob Dougan (znany także jako Rob D, ur. 1969 w Sydney) – kompozytor tworzący muzykę będącą mieszanką różnych stylów. Miesza filmową muzykę orkiestrową, beaty trip hopowe i bluesowe wokale, dołączając do tego elementy muzyki elektronicznej. Jest znany głównie z utworu „Clubbed to Death” wydanego na singlu w 1995 i zamieszczonego w 1999 na soundtracku filmu Matrix oraz w 2004 roku na soundtracku filmu Blade: Mroczna trójca. W 2002, 7 lat po singlu, wydał debiutancki album Furious Angels.

## Życiorys
W 1990, jego przyjaciel Rollo Armstrong sprowadził Roba z Australii do Londynu. W latach 1991–1995, jako Rob D, działał jako DJ i twórca remiksów. W 1994 jego remiksy zaczęły się pojawiać na listach przebojów w Wielkiej Brytanii. Wydał także swój debiutancki singel „Hard Times”.
W 1995 dzięki hitowemu singlowi „Clubbed to Death” dał się poznać na brytyjskiej scenie klubowej. Wyprodukował prawie tuzin remiksów tego utworu, w tym ulubiony przez fanów „Kurayamino Variation”. Jego wytwórnia Mo'Wax Records była tak zadowolona, że zleciła mu napisanie „Clubbed to Death 2” (które pojawiło się później jako bonus na albumie Furious Angels).
Jednak w 1996 jego nowy utwór „Furious Angels”, który miał zapowiadać album, nie zadowolił wytwórni i Dougan w końcu wydał go na singlu w 1998 w innej wytwórni Cheeky Records, kilka miesięcy przed jej bankructwem. W związku z tym produkcja albumu została wstrzymana tuż przed wydaniem. Dougan przez kolejnych 6 lat robił remiksy i licencjonował swoje utwory w celu wyprodukowania albumu dokładnie tak jak tego chciał: z pełną orkiestrą i chórem.
W 1999 zrobiło się o nim głośno po tym jak „Clubbed To Death – Kurayamino Variation” znalazło się na soundtracku Matrixa, jednak publicznie pozostał tylko „Robem D”. Zremiksował utwory U2, Moby’ego i Kylie Minogue, a także umieścił kolejne dwa utwory na soundtracku Matrix Reloaded („Furious Angels” i „Chateau”). Na DVD z filmem znalazło się także „I’m Not Driving Anymore”.
W 2002 w Wielkiej Brytanii, a w 2003 na świecie, w końcu ukazał się debiutancki album Furious Angels. Pod koniec 2003 ukazała się wersja dwupłytowa z dyskiem zawierającym wersje instrumentalne wszystkich utworów.
Później Dougan pisał „kilka piosenek” dla Sugababes, a także pracował nad dwoma swoimi albumami – jednym „normalnym”, a drugim klasycznym.

## Styl
Muzyka Roba Dougana jest trudna do zaszufladkowania. Widoczne są wpływy muzyki klubowej, jednak z dużą ilością elementów symfonicznych takich jak pełna orkiestra smyczkowa, a także własnymi surowymi rockowymi tekstami. Sam Rob twierdzi, że tworzy muzykę „antygatunkową”.

## Dyskografia

### Albumy studyjne
- (2002) Furious Angels
  - 1-CD (14 utworów) – podstawowe wydanie
  - 1-CD (15 utworów) – wydanie brytyjskie (bonus Clubbed to Death 2)
  - 2-CD (15+10 utworów) – wydanie w 2003 (drugi dysk zawiera instrumentalne wersje utworów z pierwszego dysku)

### Single, EP
- (1995) „Hard Times” – singel, zawiera kilka remiksów
- (1995) „Clubbed to Death” – singel, także EP w różnych wariantach z 2 do 8 remiksów
- (1998) „Furious Angels” – singel, także EP w różnych wariantach z 2 do 7 remiksów
- (2015) „The 22nd Sunday in Ordinary Time Sessions” – EP, zawiera 5 utworów, w tym 1 alternatywny mix
- (2016) „Misc. Sessions” – EP, zawiera 12 utworów, w tym 5 utworów wokalnych, ich instrumentalne wersje oraz 3 orkiestrowe
- (2019) „The Life of The World to Come” – EP, zawiera 8 utworów, w tym 4 utwory wokalne i ich instrumentalne wersje

### Inne
- (1999) The Matrix – soundtrack, zawiera „Clubbed to Death (Kurayamino mix)” (jako Rob D)
- (2003) The Matrix Reloaded – soundtrack, zawiera „Furious Angels [instrumental]” i „Château”